# Minette en Lise
Minette en Lise (Frans: Minette et Lise) waren twee zussen die zongen, dansten en acteerden in de Franse kolonie Saint-Domingue, het huidige Haïti. Beiden zijn geboren in Port-au-Prince: Minette in 1767 en Lise in 1769. Ze traden op in balletten en opera's. Ze waren de eerste niet-blanke acteurs die in de kolonie op het podium stonden. In 1789 werden ze beiden vermoord in rassenrellen die voorafgingen aan de Haïtiaanse Revolutie.

## Biografie
Minette en Lise waren affranchi's (vrije zwarten). Hun vader was blank, hun moeder een affranchie van Afrikaanse afkomst. Ze werden ontdekt door Madama Acquarie, een actrice en zangeres in het theater van Port-au-Prince. Zij gaf hen acteerlessen. In 1780 debuteerden ze in het ballet La Danse sur le Volcan. Op 25 december van dat jaar kregen ze van François Saint-Martin een aanstelling bij dit theater.
Met name Minette kon goed zingen. Zij stak zelfs Jeanne-Marie Marsan naar de kroon. Op 13 februari 1781 vertolkte Minette de rol van Isabelle in de opera Isabelle et Gertrude. Hoewel Saint-Domingue een slavenmaatschappij was, was het niet verboden voor zwarten om op het podium te staan. Toch werd Saint-Martin bekritiseerd dat hij "gedegenereerde kunst" zou bedrijven door zwarten in te huren. Ook ontstonden er veel roddels rond Minette.
Lisa was minder succesvol dan Minette. Toch gaf ze na een succesvol concert in Les Cayes optredens in de theaters van Port-au-Prince, Léogâne, Les Cayes en Saint-Marc.
In de jaren '80 zongen Minette en Lise in verschillende concerten en opera's, waaronder Sylvain, Zémire et Azor, Aucassin et Nicolette, L'Amant jaloux and La caravane du Caïre. In 1789 werden ze beiden vermoord in rassenrellen die voorafgingen aan de Haïtiaanse Revolutie.